# Zouma (Toma)
Pour les articles homonymes, voir Zouma.
Zouma est une commune rurale située dans le département de Toma de la province du Nayala dans la région de la Boucle du Mouhoun au Burkina Faso.

## Géographie
Zouma est un village dans la commune rural de Toma entouré de six(6) villages avec plus de 3085 habitants, situé au cœur de la province de Nayala (nom d'une rivière, un lieu de sacrifice) à 11 km au sud  de Toma  et  90 km à l'est  de Dédougou,  chef lieu dans la région du boucle de Mouhoun. 
Zouma a une pluviométrie de 700 à 1100mm par an avec une saison des pluies de mois de mai jusqu’en Octobre. Il est situé dans le secteur soudanien de la région de Boucle du Mouhoun dominé par les savanes arbustives et arborée, les formations mixtes des vallées associées aux cultures. Avec des sols vertislos et bruns eutrophes: Ce sont des sols à valeur agronomique forte et moyenne aptes à l’ensemble des cultures pratiquées dans le village, ces sols sont peu exigeants et se prêtent facilement aux actions d’améliorations. Quoiqu’au bord de la rivière Nayala, qui couvre quatre (4) autres village (Goa, Nyon, Sawa, et Pankélé) l’activité de pêche et la création  des étangs
piscicoles  sont en voie d'organisation par le comité villageoise de développement (CVD). 

## Santé et éducation
La commune accueille un centre de santé et de promotion sociale (CSPS).